# 约雅斤

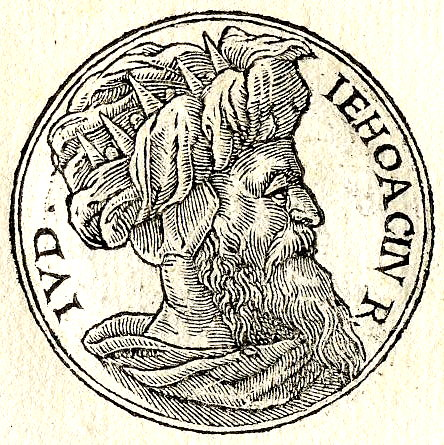
約雅斤

约雅斤（希伯來語：יְכָנְיָה，希伯來語發音：[jəxɔnjɔh]；希腊语：ιεχονιας，希臘語發音：[jɛxonias]；英语：Jeconiah、Coniah或Jechonia；前615年或前605年—前562年）天主教譯為約苛尼雅，意为「上帝會強化（祂的子民）」，是猶大王國的国王，约雅敬的儿子，母亲尼护施他是耶路撒冷人以利拿单的女儿。
前598年，他18岁时父亲约雅敬去世，于是他在耶路撒冷登基 ，他在位只有3个月时间零10天，尼布甲尼撒二世攻占耶路撒冷，将他和王室、工匠鐵匠掳到巴比伦，另立他的叔叔西底家为王。
被擄大約三十七年後，巴比倫王以未米羅達提他出監。

## 聖經相關章節
- 《列王紀下》第24章8-17節
- 《歷代志下》第36章9-10節